# Epangala Lokose
Pathy Lokose, né le 20 avril 1964, est un footballeur international congolais, reconverti entraîneur. Il évoluait au poste de défenseur.

## Biographie
Epangala Lokose reçoit 21 sélections en équipe du Zaïre entre 1990 et 1999, pour un but inscrit.
Il participe avec l'équipe du Zaïre à trois Coupes d'Afrique des Nations, en 1992, 1994 et enfin 1996. Il joue un total de huit matchs lors des CAN, et atteint les quarts de finale à deux reprises, en 1992 et 1994.
Il inscrit son seul et unique but en équipe nationale le 11 avril 1999, contre Madagascar, permettant à son équipe de l'emporter 2-0. Il s'agit de sa dernière sélection.
Il est actuellement entraîneur de l'OC Bukavu Dawa

## Palmarès
- Champion du Zaïre en 1993 et 1997 avec l'AS Vita Club
- Champion du Congo en 2005 avec l'AS Kabasha[2]